# Santa Rosa (distrito de Jaén)
Santa Rosa é um distrito do Peru, departamento de Cajamarca, localizada na província de Jaén.

## Transporte
O distrito de Santa Rosa não é servido pelo sistema de estradas terrestres do Peru.